# Britská medaile Za obranu
Britská medaile Za obranu (anglicky Defence Medal) bylo britské válečné vyznamenání.

## Podmínky udělení
Oficiálně byla zřízena 16. srpna 1945. Medaile byla udělována za tři roky služby ve Velké Británii (od začátku války do 8. května 1945, pro jednotky v zámoří byla tato doba prodloužena až do 15. srpna 1945) nebo za šest měsíců služby na území britského teritoria popřípadě v zemích, kde se zdržovali britští vojáci či vojenský personál a byli napadáni nepřítelem.

## Podoba vyznamenání
Medaile je vyhotovena z bílého kovu (ze stříbra nebo niklo-měděné slitiny) o průměru 36 mm a tloušťce 4 mm. Zavěšena na stuze o šíři 30 mm v kombinaci barevných pruhů (světle zelená-černá-světle zelená-hnědooranžová-světle zelená-černá-světle zelená).

### Avers
Profil krále Jiřího VI., který je vyobrazen bez koruny z levého profilu, po okraji je opis: GEORGIVS VI D:G:BR:OMN:REX F:D:IND:IMP (George 6th, by the grace of God, King of all the Britains, Defender of the Faith, Emperor of India).

### Revers
Na středu medaile je zobrazen mladý dub, nad ním koruna, kterou nese zprava lev a zleva lvice. Vedle lva je opis: 1939. Vedle lvice je opis: 1945. Ve spodní části je ve dvou řádcích nápis: THE DEFENCE MEDAL.